# Thamnophis elegans
Thamnophis elegans is een slang uit de familie toornslangachtigen (Colubridae) en de onderfamilie waterslangen (Natricinae).

## Naam en indeling
De wetenschappelijke naam van de soort werd voor het eerst voorgesteld door Spencer Fullerton Baird en Charles Frédéric Girard in 1853. Oorspronkelijk werd de wetenschappelijke naam Eutainia elegans gebruikt. De slang werd eerder aan andere geslachten toegekend, te weten Eutaenia en Tropidonotus.

## Uiterlijke kenmerken
De slang wordt middelgroot en bereikt een lichaamslengte van ongeveer 45 tot 110 centimeter. De kop is lastig duidelijk te onderscheiden van het lichaam door het ontbreken van een duidelijke insnoering. De slang heeft 21 rijen schubben in de lengte op het midden van het lichaam, in zeldzame gevallen zijn dit er negentien. De lichaamskleur is donkerbruin tot zwart met een gele streep op het midden van het lichaam en een blekere gele streep aan iedere zijde van de flank.

## Levenswijze
Thamnophis elegans heeft een vergif dat dodelijk is voor prooidieren maar ongevaarlijk is voor de mens. Als het dier wordt bedreigd zal het de darminhoud leegspuiten en ook kan de slang bijten. Als de kans zich voordoet zal het dier vluchten in de bosjes of in het water. Op het menu staan voornamelijk ongewervelde dieren zoals (naakt)slakken, wormen, vissen, amfibieën en hun larven, hagedissen, kleinere slangen en kleine zoogdieren. Opmerkelijk is dat ook de Californische salamander (Taricha torosa) kan worden opgegeten, terwijl deze soort voor veel andere dieren dodelijk giftig is.

## Verspreiding en habitat
Thamnophis elegans komt voor in Noord-Amerika; van zuidelijk Canada en de Verenigde Staten tot in Mexico. In de VS is de soort aangetroffen in de staten Washington, Oregon, Montana, Nebraska, in Canada is de slang alleen in het zuidwesten gevonden en in Mexico komt de soort alleen voor in de deelstaat Baja California. De habitat bestaat uit bossen, savannen, scrublands en graslanden en met name vele verschillende types draslanden. Ook in door de mens aangepaste streken zoals weilanden en landelijke tuinen kan de slang worden aangetroffen. Thamnophis elegans is gevonden van zeeniveau tot op een hoogte van 3995 boven zeeniveau. Meestal wordt de soort echter gezien beneden 3355 meter boven zeeniveau.

## Beschermingsstatus
Door de internationale natuurbeschermingsorganisatie IUCN is de beschermingsstatus 'veilig' toegewezen (Least Concern of LC).

## Ondersoorten
De soort wordt verdeeld in vier ondersoorten die onderstaand zijn weergegeven, met de auteur en het verspreidingsgebied.
| Naam                          | Auteur                      | Verspreidingsgebied                                                                                       |
| ----------------------------- | --------------------------- | --- |
| Thamnophis elegans elegans    | Baird & Girard, 1853        | Verenigde Staten (Californië, Oregon)                                                                     |
| Thamnophis elegans hueyi      | Van Denburgh & Slevin, 1923 | Mexico (Baja California)                                                                                  |
| Thamnophis elegans terrestris | Fox, 1931                   | ? |
| Thamnophis elegans vagrans    | Baird & Girard, 1853        | Verenigde Staten (Washington, Oregon, Nevada, New Mexico), Canada (Brits-Columbia, Saskatchewan, Alberta) |